# Pietro Boselli
Pietro Boselli (Negrar, 3 dicembre 1988) è un modello italiano.

## Biografia
Nato a Negrar in provincia di Verona ma cresciuto a Brescia, appare per la prima volta in televisione in uno spot pubblicitario di Armani Junior all'età di 6 anni.
Ha completato gli studi secondari presso il Liceo Scientifico Statale Annibale Calini nel 2007. Successivamente studia ingegneria meccanica presso l'University College di Londra, laureandosi nel 2010, stesso anno in cui inizia ad insegnare matematica presso l'UCL e inizia gli studi per ottenere un dottorato (che otterrà nel 2016).
Nel gennaio 2014 una sua studentessa posterà sul social network Facebook due sue foto, successivamente divenute virali, che daranno inizio alla sua carriera professionale come modello per l'agenzia britannica Models 1. Oltre a diverse campagne pubblicitarie per Armani ha disegnato un proprio brand, "Petra", che pubblicizza in maniera indipendente.